# Orchestina pavesiiformis
Orchestina pavesiiformis är en spindelart som beskrevs av Michael Ilmari Saaristo 2007. Orchestina pavesiiformis ingår i släktet Orchestina och familjen dansspindlar.
Artens utbredningsområde är Israel. Inga underarter finns listade i Catalogue of Life.